# Ligue 1 (Elfenbenskusten)
MTN Ligue 1 är den högsta  fotbollsligan i Elfenbenskusten och organiseras av Fédération Ivoirienne de Football (FIF). Ligan startades 1960. Ligavinnaren och 2:an kvalificeras för afrikanska Champions League.

## Klubbar säsongen 2019/2020
| Klubb                       | Stad         |
| --------------------------- | ------------ |
| AFAD Djékanou               | Djékanou     |
| Africa Sports               | Abidjan      |
| AS Tanda                    | Tanda        |
| ASEC Mimosas                | Abidjan      |
| AS Indenié Abengourou       | Abengourou   |
| Bouaké FC                   | Bouaké       |
| Football Club de San-Pédro  | San-Pédro    |
| Issia Wazi                  | Issia        |
| Racing Club Abidjan         | Abidjan      |
| SC Gagnoa                   | Gagnoa       |
| SO de l'Armée               | Yamoussoukro |
| Sol FC d'Abobo              | Abidjan      |
| USC Bassam                  | Grand-Bassam |
| Williamsville Athletic Club | Abidjan      |

## Mästare
| - 1960: Onze Frères de Bassam (1) - 1961: Onze Frères de Bassam (2) - 1962: Stade d'Abidjan (1) - 1963: ASEC Mimosas (1) - 1964: Stade d'Abidjan (2) - 1965: Stade d'Abidjan (3) - 1966: Stade d'Abidjan (4) - 1967: Africa Sports (1) - 1968: Africa Sports (2) - 1969: Stade d'Abidjan (5) - 1970: ASEC Mimosas (2) - 1971: Africa Sports (3) - 1972: ASEC Mimosas (3) - 1973: ASEC Mimosas (4) - 1974: ASEC Mimosas (5) - 1975: ASEC Mimosas (6) | - 1976: SC Gagnoa (1) - 1977: Africa Sports (4) - 1978: Africa Sports (5) - 1979: Stella Club d'Adjamé (1) - 1980: ASEC Mimosas (7) - 1981: Stella Club d'Adjamé (2) - 1982: Africa Sports (6) - 1983: Africa Sports (7) - 1984: Stella Club d'Adjamé (3) - 1985: Africa Sports (8) - 1986: Africa Sports (9) - 1987: Africa Sports (10) - 1988: Africa Sports (11) - 1989: Africa Sports (12) - 1990: ASEC Mimosas (8) - 1991: ASEC Mimosas (9) | - 1992: ASEC Mimosas (10) - 1993: ASEC Mimosas (11) - 1994: ASEC Mimosas (12) - 1995: ASEC Mimosas (13) - 1996: Africa Sports (13) - 1997: ASEC Mimosas (14) - 1998: ASEC Mimosas (15) - 1999: Africa Sports (14) - 2000: ASEC Mimosas (16) - 2001: ASEC Mimosas (17) - 2002: ASEC Mimosas (18) - 2003: ASEC Mimosas (19) - 2004: ASEC Mimosas (20) - 2005: ASEC Mimosas (21) - 2006: ASEC Mimosas (22) - 2007: Africa Sports (15) | - 2008: Africa Sports (16) - 2009: ASEC Mimosas (23) - 2010: ASEC Mimosas (24) - 2011: Africa Sports (17) - 2012: Séwé Sport (1) - 2013: Séwé Sport (2) - 2014: Séwé Sport (3) - 2015: AS Tanda (1) - 2016: AS Tanda (2) - 2017: ASEC Mimosas (25) - 2018: ASEC Mimosas (26) - 2019: SO de l'Armée (1) - 2019/20: Racing Club Abidjan (1) - 2020/21: ASEC Mimosas (27) - 2021/22: ASEC Mimosas (28) - 2022/23: ASEC Mimosas (29) - 2023/24: San-Pédro FC (1) - 2024/25: Stade d’Abidjan (6) |

## Skyttekungar
| År      | Skyttekung          | Klubb                | Mål |
| 1992    | Abdoulaye Traoré    | ASEC Mimosas         | 11  |
| 1993    | Ahmed Ouattara      | Africa Sports        | 13  |
| 1994    | Abdoulaye Traoré    | ASEC Mimosas         | 9   |
| 1995    | John Zaki           | ASEC Mimosas         | 9   |
| 1996    | Ibe Johnson         | Africa Sports        | 15  |
| 1997    | Tchiressoua Guel    | ASEC Mimosas         | 10  |
| 1998    | Elo Lokpo           | SO Armée             | 12  |
| 1999    | Aruna Dindane       | ASEC Mimosas         | 13  |
| 2000    | Habib Tiéhi         | Stade d'Abidjan      | 10  |
| 2001    | Jean-Marc Benie     | Stella Club d'Adjamé | 20  |
| 2002    | Antonin Koutouan    | ASEC Mimosas         | 10  |
| 2003    |                     |                      |     |
| 2004    | Abdramane Diaby     | Sabé Sports          | 13  |
| 2005    | Seydou Doumbia      | AS Denguélé          | 15  |
| 2006    | Didier Ya Konan     | ASEC Mimosas         | 9   |
| 2007    | Lebry Ouraga        | ES Bingerville       | 16  |
| 2008    | Gohi Bi Zoro Cyriac | ASEC Mimosas         | 21  |
| 2009    |                     |                      |     |
| 2010    | Adama Bakayoko      | Sabé Sports          | 15  |
| 2011    | Kévin Zougoula      | Séwé Sport           | 11  |
| 2012    | Kévin Zougoula      | Séwé Sport           | 13  |
| 2012/13 |                     |                      |     |
| 2013/14 | Koffi Boua          | ASEC Mimosas         | 13  |
| 2014/15 | Vakoun Issouf Bayo  | Stade d'Abidjan      | 13  |
| 2015/16 | Wilfried Yessoh     | AS Denguélé          | 17  |
| 2016/17 | Aristide Bancé      | ASEC Mimosas         | 13  |
| 2017/18 | William Togui       | SC Gagnoa            | 23  |
| 2018/19 | Mohamed Sylla       | SC Gagnoa            | 13  |